# Oro Province
Oro ist eine der 21 Provinzen von Papua-Neuguinea und liegt im Südosten des Landes. Sie ist etwa 22.800 km² groß und zählt rund 133.000 Einwohner. Hauptstadt ist Popondetta mit 19.556 Einwohnern (Stand: 2000). Die Nachbarprovinzen von Oro sind die Central Province im Westen und Süden, Milne Bay Province im äußersten Südosten und Morobe im Norden.
Oro liegt zwischen dem Meer und hohen Bergen. Die etwa 250 km lange Küste weist wenig besuchte, reizvolle Strände und viele einsame Buchten auf. Das Hinterland steigt langsam an, bis die hohen Bergketten mit einigen Viertausendern erreicht sind. Die Provinz ist touristisch wenig beachtet, obwohl sie eine recht gute Infrastruktur aufweist und verkehrstechnisch gut erschlossen ist. An der Küste werden Gummibäume und Kaffee angebaut.

## Geschichte
Oro hieß bis in die 1980er-Jahre Northern Province, obwohl die Provinz nicht im Norden von Papua-Neuguinea liegt. Sie war aber der einzige Abschnitt der Nordküste, der zur ehemaligen australischen Kolonie Papua gehörte. Oro war in der Kolonialzeit lange wenig beachtet, bis für eine kurze Zeit zwischen den Weltkriegen Gold entdeckt und abgebaut wurde.
Im Zweiten Weltkrieg kam es in der Provinz im Verlauf der Kokoda-Track-Kampagne zu heftigen Kämpfen, bei denen es schwere Zerstörungen gab. Nach dem Krieg sollte mit Higatura eine neue Provinzhauptstadt erbaut werden. Gerade als die neue Stadt errichtet war, kam es am 21. Januar 1951 zu einem heftigen Vulkanausbruch des Lamington, der die Stadt gänzlich zerstörte und über 3000 Menschen tötete. Heute kann man den friedlichen Krater von Popondetta aus besichtigen, dem neuen Hauptort der Provinz, der in größerem Abstand zum Vulkan gebaut wurde.
Im November/Dezember 2007 verursachte der Zyklon Guba schwere Schäden in der Provinz. Es wurde von 172 Toten und bis zu 13.000 Menschen berichtet, die ihre Wohnung verloren.

## Bevölkerung
Eines der bekannteren indigenen Völker der Provinz sind die zu den Melanesiern gehörenden Orokaiva.

## Distrikte und LLGs

Karte der Provinz Oro

Die Provinz Oro ist in zwei Distrikte unterteilt. Jeder Distrikt besteht aus einem oder mehreren „Gebieten auf lokaler Verwaltungsebene“, Local Level Government (LLG) Areas, die in Rural (ländliche) oder Urban (städtische) LLGs unterschieden werden.
| Distrikt           | Verwaltungszentrum | Bezeichnung der LLG-Gebiete |
| ------------------ | ------------------ | --------------------------- |
| Ijivitari Distrikt | Popondetta         | Afore Rural                 |
| Ijivitari Distrikt | Popondetta         | Cape Nelson Rural           |
| Ijivitari Distrikt | Popondetta         | Oro Bay Rural               |
| Ijivitari Distrikt | Popondetta         | Popendetta Urban            |
| Sohe Distrikt      | Kokoda             | Higaturu Rural              |
| Sohe Distrikt      | Kokoda             | Kira Rural                  |
| Sohe Distrikt      | Kokoda             | Kokoda Rural                |
| Sohe Distrikt      | Kokoda             | Tamata Rural                |